# Nerven
Nerven er en tysk stumfilm fra 1919 af Robert Reinert.

## Medvirkende
- Eduard von Winterstein
- Lia Borré som Elisabeth
- Erna Morena
- Paul Bender som Johannes
- Lili Dominici